# Thomas Savage (écrivain)
Pour les articles homonymes, voir Savage et Thomas Savage.
Thomas Savage (25 avril 1915 - 7 juillet 2003) est un romancier américain né à Salt Lake City. 

## Biographie
Ses parents divorcent alors qu'il n'est âgé que de deux ans. Sa mère s'installe avec son enfant dans un ranch de l'Idaho avant de rencontrer puis d'épouser Charles Brenner en 1920. Avec sa mère et son beau-père, le jeune Thomas passe le reste de son enfance et son adolescence dans un ranch du comté de Beaverhead au Montana. Bien qu'il préfère la vie du ranch aux bancs d'école, il réussit assez bien ses études et n'a que 17 ans quand il amorce des études en écriture au Montana State College (aujourd'hui l'université du Montana). Mais se sentant trop jeune pour des études supérieures, il quitte le Montana à 22 ans et accepte divers boulots, notamment sur un ranch de Colombie-Britannique (Canada). Il retourne au Montana en 1935 pour reprendre ses études universitaires et publie dans un magazine sa première nouvelle, The Bronc Stomper, en 1937. À l'automne de cette même année, il demande l'autorisation de terminer ses études au Colby College de Waterville dans l'État du Maine, où il rencontre Elizabeth Fitzgerald, elle aussi native du Montana, qu'il épouse en 1939. L'année suivante, il obtient son diplôme en écriture. Il publie le premier de ses treize romans, The Pass, en 1944.
Les ranches de l'Ouest américain et les montagnes Rocheuses fournissent le décor de la plupart de ses romans où l'auteur dépeint des familles animées par la force et la passion des sentiments non-dits.
Les romans de Thomas Savage décrivent également le cheminement des États-Unis vers la modernité : depuis le Far-West, la Ruée vers l'or et l'expropriation des Indiens jusqu'à la Grande Guerre et la récession de 1929, en passant par l'arrivée du train, de l'automobile, de la publicité ou encore de la radio…
Thomas Savage est l'auteur de nouvelles et de 13 romans dont 3 ont été traduits en français. Il a connu son premier succès, tardif malgré de nombreuses récompenses prestigieuses, avec Le Pouvoir du chien (The Power of the Dog) en 1967, un roman traduit en français seulement en 2002.

## Œuvres

### Romans
- The Pass (1944)
- Lona Hanson (1948)
- A Bargain with God (1953)
- Trust in Chariots (1961)
- The Power of the Dog (1967) Le Pouvoir du chien, traduit par Pierre Furlan, postface par Annie Proulx, Paris Belfond, coll. « Littérature étrangère », 2002 ; réédition, Paris, 10/18, coll. « Domaine étranger » no 3616, 2004 ; réédition, Paris, Belfond, coll. « Vintage » no 12, 2014  (ISBN 978-2-7144-5780-6) Le Pouvoir du chien, traduit par Laura Derajinski, Paris, Gallmeister, coll. « Totem » no 123, 2019  (ISBN 978-2-35178-637-6)
- The Liar (1969)
- Daddy's Girl (1970)
- A Strange God (1974)
- Midnight Line (1976)
- I Heard My Sister Speak My Name (1977) (republié sous le titre The Sheep Queen) La Reine de l'Idaho, traduit par Pierre Furlan, Paris Belfond, coll. « Littérature étrangère », 2003 ; réédition, Paris, 10/18, coll. « Domaine étranger » no 3780, 2005
- Her Side of It (1981)
- For Mary with Love (1983)
- The Corner of Rife and Pacific (1988) Rue du Pacifique, traduit par Pierre Furlan, Paris Belfond, coll. « Littérature étrangère », 2006 ; réédition, Paris, 10/18, coll. « Domaine étranger » no 4142, 2008

### Nouvelle
- The Bronc Stomper (1937)

## Récompenses
- Meilleur Livre de l'année pour trois de ses romans
- Pacific Northwest Booksellers Association Award
- PEN/Faulkner Award (sélection)
- Bourse de la Fondation Guggenheim en 1980 crawoud

## Adaptations
- The Power of the Dog a été porté à l'écran sous ce même titre par Jane Campion en 2021, avec Benedict Cumberbatch et Kirsten Dunst dans les rôles de Phil et de Rose.